# About a Girl
„About a Girl“ je název píseň a zároveň singlu americké rockové skupiny Nirvana. Je to v pořadí třetí píseň na jejich debutovém albu Bleach z roku 1989 a první píseň na živém akustickém albu MTV Unplugged in New York.
Text napsal Kurt Cobain údajně poté, co mu jeho přítelkyně Tracy vyčetla, že již složil písně o všem možném kromě ní.
Ke složení hudby, jak Cobain přiznal, si musel několikrát poslechnout album Beatles.